# 麥玉華
麥玉華（?—?），廣西省梧州府容縣人，清朝政治人物、進士出身。
光緒二十年（1894年），参加光緒甲午科殿試，登進士二甲127名。同年五月，以主事分部学习。